# Vandling
Vandling es un borough ubicado en el condado de Lackawanna en el estado estadounidense de Pensilvania. En el año 2000 tenía una población de 738 habitantes y una densidad poblacional de 218 personas por km².

## Geografía
Vandling se encuentra ubicado en las coordenadas 41°38′2″N 75°28′10″O / 41.63389, -75.46944.

## Demografía
Según la Oficina del Censo en 2000 los ingresos medios por hogar en la localidad eran de $37,212 y los ingresos medios por familia eran $46,250. Los hombres tenían unos ingresos medios de $32,250 frente a los $24,444 para las mujeres. La renta per cápita para la localidad era de $18,748. Alrededor del 5.6% de la población estaba por debajo del umbral de pobreza.